# Canton de Capellen
Le canton de Capellen est un canton luxembourgeois situé dans le sud-ouest du Luxembourg. Son chef-lieu est Capellen, qui n'est pas une commune mais une localité de la commune de Mamer.

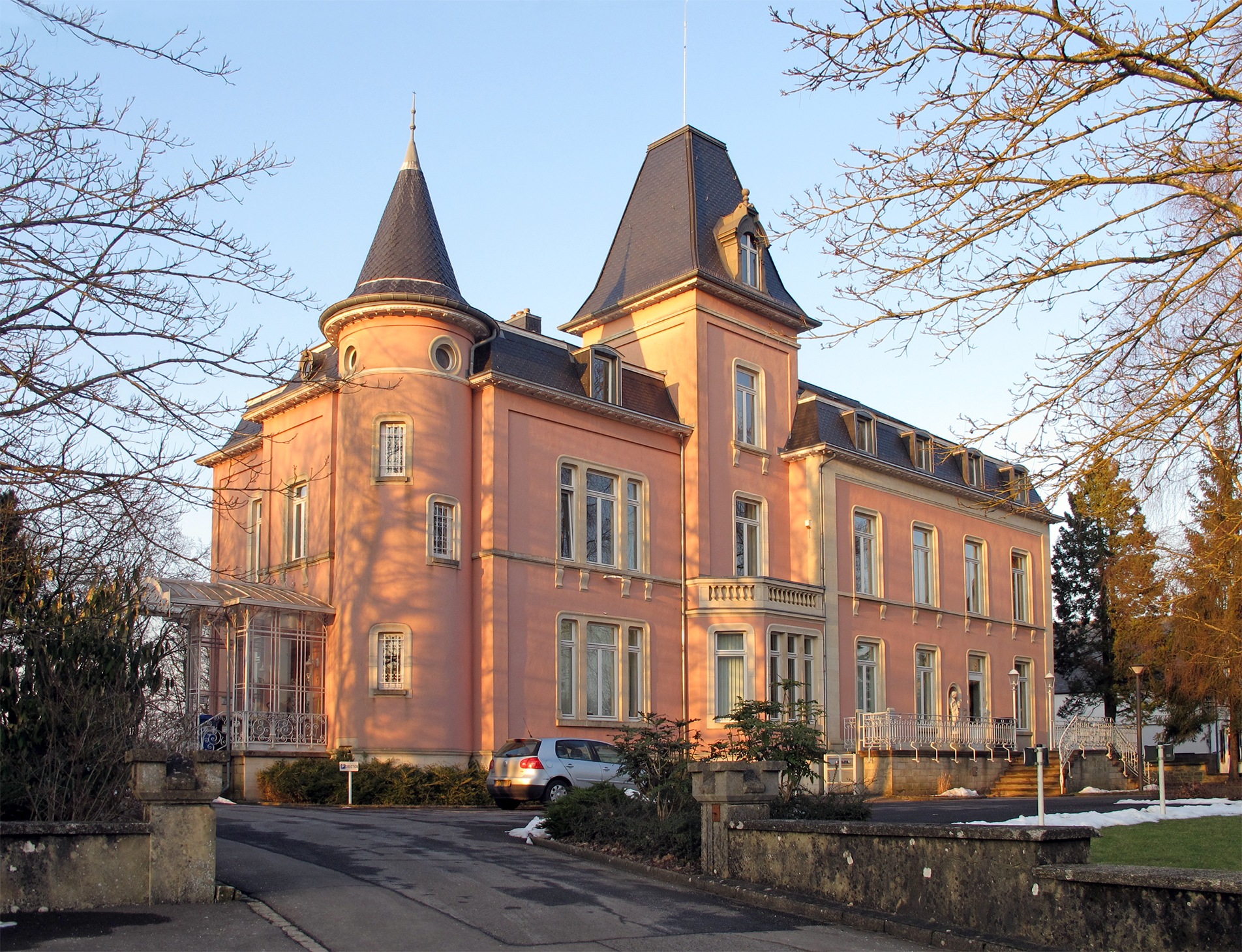
Centre administratif de la Ligue HMC à Capellen, Luxembourg

## Géographie

### Localisation
Le canton est délimité à l’ouest par la frontière belge qui le sépare de l’arrondissement d’Arlon situé dans la province de Luxembourg.

### Communes
Le canton est constitué de 9 communes :
| Commune                                  | Superficie | Population | Densité (en hab./km²) |
| ---------------------------------------- | ---------- | ---------- | --------------------- |
| Dippach                                  | +0017,42   | +004 667,  | 267,9                 |
| Garnich                                  | +0020,95   | +002 311,  | 110,3                 |
| Habscht                                  | +0032,51   | +005 260,  | 161,8                 |
| Käerjeng                                 | +0033,67   | +011 589,  | 344,2                 |
| Kehlen                                   | +0028,18   | +007 148,  | 253,7                 |
| Koerich                                  | +0018,88   | +002 783,  | 147,4                 |
| Kopstal                                  | +0007,9    | +004 626,  | 585,6                 |
| Mamer (commune où se situe le chef-lieu) | +0027,54   | +011 368,  | 412,8                 |
| Steinfort                                | +0012,16   | +006 081,  | 500,1                 |

## Histoire
Au 1er janvier 2012, les communes de Bascharage et Clemency sont dissoutes lors de la fusion pour former la nouvelle commune de Käerjeng.
Jusqu'à la suppression des districts en 2015, le canton faisait partie du district de Luxembourg.
Au 1er janvier 2018, les communes de Hobscheid et Septfontaines sont dissoutes lors de la création de la commune de Habscht.

## Politique et administration

### Liste des députés
De 1841 à 1919, le canton formait une circonscription électorale dans le cadre des élections législatives.

#### Chambre des députés(depuis 1919)
Depuis 1919, le canton n'est plus utilisé comme circonscription électorale et fait dès lors partie de la circonscription Sud.

## Population et société

### Démographie
L'évolution du nombre d'habitants est connue à travers les recensements de la population effectués dans le pays depuis 1821. Les recensements décennaux de la population permettent de caler les chiffres sur la composition de la population par sexe, âge, nationalité et commune de résidence. Entre deux recensements, la population au 1er janvier de l’année {\displaystyle x} est évaluée en ajoutant à la population au 1er janvier de l’année {\displaystyle x-1} les soldes naturel (naissances {\displaystyle -} décès) et migratoire (arrivées {\displaystyle -} départs) de l'année. La même méthode est appliquée pour la répartition par âge au 1er janvier et les effectifs totaux par nationalité. Depuis le 24 février 1843, le Luxembourg dénombre 12 cantons.
Au 1er janvier 2024, le canton comptait 54 352 habitants.
| 1851   | 1871   | 1880   | 1890   | 1900   | 1910   | 1922   | 1930   | 1935   |
| ------ | ------ | ------ | ------ | ------ | ------ | ------ | ------ | ------ |
| 15 615 | 16 273 | 16 285 | 15 526 | 15 744 | 15 933 | 16 054 | 16 814 | 16 757 |

| 1947   | 1960   | 1970   | 1978   | 1979   | 1981   | 1983   | 1984   | 1985   |
| ------ | ------ | ------ | ------ | ------ | ------ | ------ | ------ | ------ |
| 16 025 | 17 767 | 21 381 | 25 829 | 26 414 | 27 148 | 28 020 | 28 270 | 28 560 |

| 1986   | 1987   | 1988   | 1989   | 1990   | 1991   | 1992   | 1993   | 1994   |
| ------ | ------ | ------ | ------ | ------ | ------ | ------ | ------ | ------ |
| 28 790 | 29 310 | 29 824 | 30 280 | 31 043 | 31 791 | 32 360 | 32 933 | 33 537 |

| 1995   | 1996   | 1997   | 1998   | 1999   | 2000   | 2001   | 2002   | 2003   |
| ------ | ------ | ------ | ------ | ------ | ------ | ------ | ------ | ------ |
| 34 202 | 35 084 | 35 615 | 35 996 | 36 493 | 36 687 | 37 133 | 37 337 | 37 563 |

| 2004   | 2005   | 2006   | 2007   | 2008   | 2009   | 2010   | 2011   | 2012   |
| ------ | ------ | ------ | ------ | ------ | ------ | ------ | ------ | ------ |
| 37 778 | 38 329 | 38 984 | 39 332 | 39 605 | 40 094 | 40 628 | 41 173 | 41 873 |

| 2013   | 2014   | 2015   | 2016   | 2017   | 2018   | 2019   | 2020   | 2021   |
| ------ | ------ | ------ | ------ | ------ | ------ | ------ | ------ | ------ |
| 42 635 | 43 607 | 44 509 | 45 276 | 47 209 | 48 187 | 49 066 | 50 094 | 50 733 |

| 2022   | 2023   | 2024   | - | - | - | - | - | - |
| ------ | ------ | ------ | - | - | - | - | - | - |
| 51 691 | 52 828 | 54 352 | - | - | - | - | - | - |

Le graphique qui aurait dû être présenté ici ne peut pas être affiché car il utilise l'ancienne extension Graph, désactivée pour des questions de sécurité. Des indications pour créer un nouveau graphique avec la nouvelle extension Chart sont disponibles ici.